# Hyperolius steindachneri
Hyperolius steindachneri es una especie de anfibios de la familia Hyperoliidae.
Habita en Angola, la República Democrática del Congo y Zambia.
Su hábitat natural incluye pantanos, marismas de agua dulce y corrientes intermitentes de agua dulce.